# Přibík Pulkava

Auszug aus der Böhmischen Chronik des Pulkava, 14. Jahrhundert

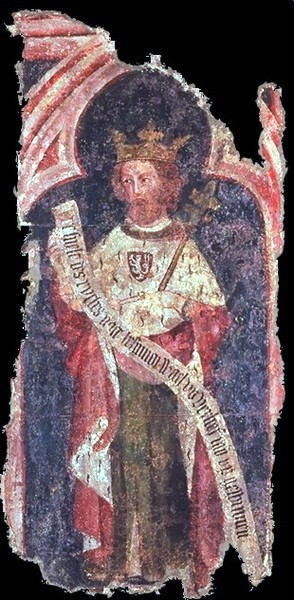
Kaiser Karl IV., Wandgemälde aus dem Hansasaal des Kölner Rathauses, um 1360/1370

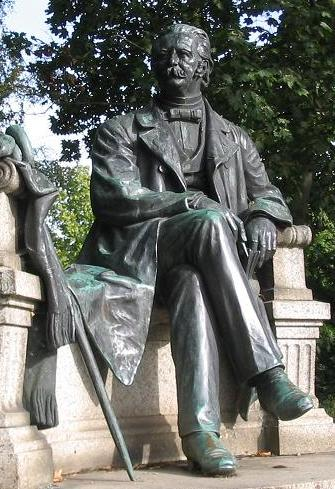
Fontane-Denkmal in Neuruppin, errichtet 1907

Přibík Pulkava von Radenín (auch Pulkawa von Tradenin, meist nur Pulkava oder Pulkawa genannt, tschechisch Přibík Pulkava z Radenína; * vermutlich in Radenín bei Tábor, Böhmen; † vermutlich 1380) war ein böhmischer Chronist am Hofe Karls IV.

## Leben
Pulkava soll einer niederen Adelsfamilie entstammen, die im südböhmischen Radenín bei Tábor ansässig war. Er hatte den Magister der Sieben Freien Künste erworben und war von 1373 bis 1378 Rektor an der Schule der „Kollegiatkirche St. Aegid“ („Kostel sv. Jiljí“) in der Prager Altstadt.
Für 1378 ist er als Pfarrer von Chudenitz (Chudenice) nachgewiesen.
Es wird vermutet, dass er 1380 während der Pestepidemie starb.

## Böhmische Chronik
Nach dem Tode des böhmischen Hofchronisten Benesch von Weitmühl im Juli 1375 ernannte der böhmische König Karl IV., der zugleich römisch-deutscher König und Kaiser war, Pulkava zu dessen Nachfolger. Aufgrund seiner Bildung und seiner Kenntnisse auf dem Gebiet der Grammatik und der Rhetorik soll Pulkava für diese Aufgabe besser geeignet gewesen sein als seine Vorgänger; dennoch wird vermutet, dass ihm der Kaiser genaue Anweisungen gab und Pulkava lediglich die Niederschrift besorgte.
Die in Latein geschriebene Chronik basiert vor allem auf Texten älterer Chroniken: der Dalimil-Chronik, der ersten in tschechischer Sprache geschriebenen Chronik des Dalimil aus dem frühen 14. Jahrhundert, der Chronica Boemorum des Cosmas von Prag und deren Fortsetzungen durch Franz von Prag und Benesch von Weitmühl, wobei Franz von Prag als Quelle die Königsaaler Chronik des dortigen Abtes Peter von Zittau nutzte. Zudem verwendete Pulkava Quellen, die heute nicht mehr bekannt sind, und amtliche Urkunden, deren Auswahl vermutlich der Kaiser selbst vorgenommen hatte. Karl ordnete auch die Übersetzung der Chronik ins Tschechische und ins Deutsche an.

## Pulkava als Quelle für Theodor Fontane
In Deutschland ist Pulkava vor allem durch den Schriftsteller Theodor Fontane bekannt, der sich in seinen Wanderungen durch die Mark Brandenburg auf den Chronisten beruft. Bei der Wiedergabe der Gründungslegende um das Kloster Lehnin durch Otto I., den zweiten Markgrafen von Brandenburg, schreibt Fontane:
„Die Sage von der Erbauung Kloster Lehnins […] führt die Gründung desselben auf einen bestimmten Vorgang zurück. Diesen Vorgang erzählt der böhmische Schriftsteller Pulkava (wie er ausdrücklich beifügt, «nach einer brandenburgischen Chronik») wie folgt: […].“
Im Anschluss referiert Fontane ausführlich diese Legende (siehe Kloster Lehnin) und schließt die Wiedergabe mit den Worten:
„[…] «Markgraf Otto aber gab dem Kloster den Namen Lehnin, denn Lanye heißt Hirschkuh im Slawischen.» So der böhmische Geschichtsschreiber.“
Es ist nicht bekannt, auf welchen Sekundärquellen Fontanes Darstellung beruht. Die angegebene Brandenburger Chronik ist nicht erhalten, so dass die Überlieferungen nicht überprüft werden können. Indessen ist heute erwiesen, dass Pulkava an den Stellen, wo er über Pribislaw-Heinrich und Albrecht den Bären und ihre Zusammenarbeit bei der Entstehung der Mark Brandenburg berichtet, auf den um 1165 verfassten Tractatus de captione urbis Brandenburg des Heinrich von Antwerpen zurückgegriffen hat. Im Tractatus, der mit seinem Bericht 1165 endet, ist allerdings die Gründung des Klosters Lehnin (1180) nicht erwähnt.
Der brandenburgische Historiker Jacob Paul von Gundling (1673–1731) kannte Pulkava noch nicht. In der Kontroverse im Jahre 1823 zwischen dem Berliner Gymnasialprofessor Heinrich Valentin Schmidt (1756–1838) und dem Historiker Johann Wilhelm Löbell (1786–1863), ob Albrecht der Bär die Mark Brandenburg „durch das Schwert“ oder als Erbe des Slawenfürsten Pribislaw-Heinrich erhalten hätte, spielte die Würdigung der Sekundärquelle Pulkava eine große Rolle (vgl. Schildhornsage), weil zu diesem Zeitpunkt die Quelle Heinrich von Antwerpen nur in Bruchstücken und ohne Urheberschaft bekannt war.
1862 veröffentlichte Adolph Friedrich Riedel Auszüge von der Brandenburgischen Chronik aus der Böhmischen Chronik, die eine mögliche Sekundärquelle sein könnten.